# Atacul asupra bazei aeriene Millerovo
Atacul de la baza aeriană Millerovo a avut loc la 25 februarie 2022 la Millerovo, Rusia, în timpul invaziei rusești a Ucrainei din 2022. Potrivit unor oficiali ucraineni, forțele militare ucrainene au atacat baza aeriană Millerovo cu rachete OTR-21 Tochka, distrugând o serie de avioane ale Forțelor Aeriene Ruse și dând foc bazei aeriene.  
Atacul, despre care Forțele Armate ucrainene nu l-au comentat oficial, ar fi fost lansat ca răspuns la bombardarea orașelor ucrainene de către forțele ruse. Mai multe persoane au fost, de asemenea, raportate a fi rănite,  un Sukhoi Su-30 a fost distrus la sol conform dovezilor grafice.  Oficialii ucraineni au susținut că cel puțin doi luptători ruși Sukhoi Su-30 au fost distruși la sol. 